# Leucocarbo
Leucocarbo is een geslacht van vogels uit de familie van de aalscholvers (Phalacrocoracidae). De wetenschappelijke naam werd gepubliceerd in 1856 door Bonaparte.
Dit is een groep van verwante soorten aalscholvers die vaak ook nog als soorten uit het geslacht Phalacrocorax worden beschreven. Deze soorten komen allemaal voor in het zuiden van de Grote Oceaan en de Sub-Antarctische wateren.
Bijna alle soorten zijn zwart en wit met vooral wit in de bovenvleugeldekveren, een kuifje op de kruin en een blauwe ring om het oog.

## Soorten
De volgende soorten zijn bij het geslacht ingedeeld:
- Leucocarbo atriceps  – Keizeraalscholver
- Leucocarbo bougainvilliorum – Humboldtaalscholver
- Leucocarbo bransfieldensis – Antarctische aalscholver
- Leucocarbo campbelli – Campbellaalscholver
- Leucocarbo carunculatus – Wrattenaalscholver
- Leucocarbo chalconotus – Stewartaalscholver
  - L. c. chalconotus –  Otagoaalscholver
  - L. c.  stewarti  –  Foveauxaalscholver
- Leucocarbo colensoi – Aucklandaalscholver
- Leucocarbo georgianus  – Zuid-Georgische aalscholver
- Leucocarbo magellanicus  – Magelhaenaalscholver
- Leucocarbo melanogenis – Crozetaalscholver
- Leucocarbo nivalis – Heardaalscholver
- Leucocarbo onslowi – Onslows aalscholver
- Leucocarbo purpurascens – Macquarieaalscholver
- Leucocarbo ranfurlyi – Bounty-aalscholver
- Leucocarbo verrucosus – Kerguelenaalscholver